# غليد
غليد هي علامة تجارية لمنتج معطرات الجو المنزلية، تنتجه شركة إس سي جونسون وابنه، حيث طرح في الأسواق لأول مرة في عام 1956.  تشمل عائلة المنتجات: بخاخات الهباء الجوي، والشموع، وزيت السيارات المعطرة، والسجاد والغرفة، والروائح الزجاجية، والمكونات الإضافية، وجل المعطرة الإضافي، والمكونات الإضافية للزيوت المعطرة، ومعطرات بالرش، والأسرار، والشموع المعطرة للزيت، وأدوات الكنس. غليد هي علامة تجارية في جميع أنحاء العالم، وتشتهر في جميع أنحاء العالم بما فيها ( ألمانيا وفرنسا وهولندا)، إلخ. تم تغيير اسم بريس إلى غليد في ألمانيا وفرنسا وهولندا في عام 2012.  

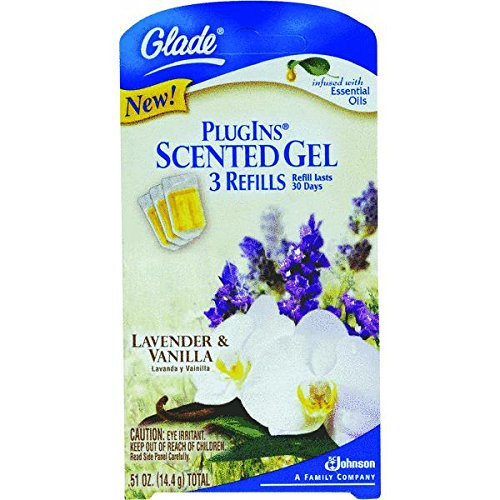
صورة لمنتج Glade PlugIns.

## روابط خارجية
- شركة SC Johnson
- Glade الولايات المتحدة الأمريكية
- Glade ألمانيا
- أستراليا Glade
- فليد الفلبين
- الفسحة رومانيا
- Glade تركيا
- Glade الأرجنتين
- Glade المملكة المتحدة
- Glade هولندا